# غلوريا ويكر
غلوريا ويكر (بالإنجليزية: Gloria Daisy Wekker)‏ (13 يونيو 1950) هي أستاذة هولندية من أصل أفريقي سورينامي فيجامعة أوتريخت وكاتبة ركزت على الدراسات الجنسية في المنطقة الأفريقية والكاريبية. فازت بجائزة روث بنديكت من الجمعية الأنثروبولوجية الأمريكية في عام 2007.

## سيرة ذاتية
ولدت جلوريا ويكير عام 1950 في باراماريبو، سورينام. انتقلت إلى أمستردام في السبعينيات وأصبحت ناشطة في الحركة النسائية الأفريقية الأوروبية. حصلت ويكر على درجة الماجستير في الأنثروبولوجيا الثقافية من جامعة أمستردام عام 1981 وبدأت حياتها المهنية في العمل في مختلف الوكالات الحكومية في أمستردام مثل وزارة الصحة والرعاية والثقافة لشؤون الأقليات العرقية ووزارة الشؤون الاجتماعية. الشؤون والتوظيف. في عام 1984، أصبحت عضوًا مؤسسًا في دائرة أدبية ندعى «سستر آوتسايدر» مقرها أمستردام للسيدات السود المثليات سميت على اسم عمل أودري لورد. في عام 1987، عملت مساعدا لسياسات في مكتب تنسيق شؤون الأقليات العرقية.
في عام 1992 حصلت ويكر على درجة الدكتوراه من جامعة كاليفورنيا، لوس أنجلوس مع أطروحة حول النشاط الجنسي والذاتية للنساء المنحدرات من أصل أفريقي - سورينام. في عام 2001 م عيينت في منصب رئيس لقسم دراسات المرأة في جامعة أوتريخت. يركز عملها على الاستعمار والعنصرية وامتياز البيض والنظرية النسوية ونظرية المثليات والنساء في منطقة البحر الكاريبي. أكسبها عملها لقب «أنجيلا ديفيس الهولندية.» حيث أجبرت الهولنديين على فحص صورهم النمطية المتأصلة في مواقفهم تجاه العنصرية والنظام الأبوي.
تم ترشيح ويكر في عام 2004 لجائزة تريومف باريج (بالإنجليزية: Triomfprijs)‏ في 2016 حاز كتابها سياسة العاطفة: الثقافة الجنسية للمرأة في الشتات الأفرو سورينامي على إشادة من النقّاد. وحصل على جائزة روث بنديكت لعام 2007 من الجمعية الأنثروبولوجية الأمريكية.
قدمت ويكر محاضرة لعام 2009 تتمحور حول حنين المثليين وأفضل الأوقات والتعددية الثقافية وما بعد الاستعمار في عام 2011 بدأت تفرغًا للعمل في المعهد الهولندي للدراسات المتقدمة في مشروع بحثي مما أدى إلى نشر كتاب البراءة البيضاء: مفارقات الاستعمار والعرق في عام 2016 which resulted in the publication in 2016 of White Innocence: Paradoxes of Colonialism and Race. بسبب عملها مع كل من علم الاجتماع والسياسة تم تسمية ويكر كجزء من لجنة دولية وتم تعيينها في جامعة أمستردام في عام 2015 لزيادة التنوع في الجامعة.